# Kotkowo (powiat kętrzyński)
Kotkowo (niem. Kotittlack) – osada w Polsce położona w województwie warmińsko-mazurskim, w powiecie kętrzyńskim, w gminie Kętrzyn.
W latach 1975–1998 miejscowość należała administracyjnie do województwa olsztyńskiego.
Wieś należy do sołectwa Linkowo.

## Historia
Wieś lokowana była w roku 1397 na prawie magdeburskim. Jej obszar wynosił wówczas 8 włók.
W XIX w. majątek ziemski o powierzchni 500 ha należał do rodziny von Schmidtseck. W latach dwudziestych XX w. Kotkowo należało do rodziny Busse. W tym czasie w Kotkowie znajdował się tartak. Po roku 1945 w Kotkowie powstał PGR. Przed likwidacją PGR w Kotkowie funkcjonował samodzielny zakład rolny, który należał do Przedsiębiorstwa Hodowli Zarodowej w Wopławkach.